# Cuernolestes
Cuernolestes is een geslacht van wantsen uit de familie van de Reduviidae (Roofwantsen). Het geslacht werd voor het eerst wetenschappelijk beschreven door Norman Cecil Egerton Miller in 1953.

## Soorten
Het genus bevat de volgende soorten:

- Cuernolestes bakeri Elkins, 1958
- Cuernolestes nanus Elkins, 1958
- Cuernolestes normae Elkins, 1958
- Cuernolestes philippinus Miller, 1953